# دير مار ميخائيل (القدس)
دير مار ميخائيل هو دير كاثوليكي صغير يقع داخل أسوار البلدة القديمة لمدينة القدس، في حارة الأمن، بالقرب من باب الخليل، و دير القديسة كاترين.